# ديانا بانغ
ديانا بانغ هي كاتِبة وممثلة كندية، ولدت في 3 يوليو 1981 بفانكوفر في كندا.

## أعمال

### أفلام
- (2014) المقابلة[4]

### مسلسلات
- نزل بيتس[5]

## وصلات خارجية
- ديانا بانغ على موقع IMDb (الإنجليزية)
- ديانا بانغ على موقع ألو سيني (الفرنسية)
- ديانا بانغ على موقع أول موفي (الإنجليزية)
- ديانا بانغ على موقع قاعدة بيانات الفيلم (الإنجليزية)
- ديانا بانغ على موقع كينوبويسك (الروسية)